# ISO 8859-3
ISO 8859-3, також знана як Latin-3 або «Південноєвропейська» — 8-бітна кодова таблиця, частина стандарту ISO 8859. Спершу проєктувалася для турецької, мальтійської мов та есперанто, однак, пізніше для турецької мови було розроблено окрему кодову таблицю ISO 8859-9.
ISO_8859-3:1988 відоміша, як ISO-8859-3. Інколи зустрічаються такі назви: iso-ir-109, ISO_8859-3, latin3 та csISOLatin3.
Досить популярна серед користувачів мови есперанто, однак, поволі здає свої позиції на користь Юнікоду.

## Кодова таблиця
| ISO/IEC 8859-3 | ISO/IEC 8859-3      | ISO/IEC 8859-3      | ISO/IEC 8859-3      | ISO/IEC 8859-3      | ISO/IEC 8859-3      | ISO/IEC 8859-3      | ISO/IEC 8859-3      | ISO/IEC 8859-3      | ISO/IEC 8859-3      | ISO/IEC 8859-3      | ISO/IEC 8859-3      | ISO/IEC 8859-3      | ISO/IEC 8859-3      | ISO/IEC 8859-3      | ISO/IEC 8859-3      | ISO/IEC 8859-3      |
| -------------- | ------------------- | ------------------- | ------------------- | ------------------- | ------------------- | ------------------- | ------------------- | ------------------- | ------------------- | ------------------- | ------------------- | ------------------- | ------------------- | ------------------- | ------------------- | ------------------- |
|                | x0                  | x1                  | x2                  | x3                  | x4                  | x5                  | x6                  | x7                  | x8                  | x9                  | xA                  | xB                  | xC                  | xD                  | xE                  | xF                  |
| 0x             | не використовується | не використовується | не використовується | не використовується | не використовується | не використовується | не використовується | не використовується | не використовується | не використовується | не використовується | не використовується | не використовується | не використовується | не використовується | не використовується |
| 1x             | не використовується | не використовується | не використовується | не використовується | не використовується | не використовується | не використовується | не використовується | не використовується | не використовується | не використовується | не використовується | не використовується | не використовується | не використовується | не використовується |
| 2x             | SP                  | !                   | "                   | #                   | $                   | %                   | &                   | '                   | (                   | )                   | *                   | +                   | ,                   | —                   | .                   | /                   |
| 3x             | 1                   | 2                   | 3                   | 4                   | 5                   | 6                   | 7                   | 8                   | 9                   | 0                   | :                   | ;                   | <                   | =                   | >                   | ?                   |
| 4x             | @                   | A                   | B                   | C                   | D                   | E                   | F                   | G                   | H                   | I                   | J                   | K                   | L                   | M                   | N                   | O                   |
| 5x             | P                   | Q                   | R                   | S                   | T                   | U                   | V                   | W                   | X                   | Y                   | Z                   | [                   | \                   | ]                   | ^                   | _                   |
| 6x             | `                   | a                   | b                   | c                   | d                   | e                   | f                   | g                   | h                   | i                   | j                   | k                   | l                   | m                   | n                   | o                   |
| 7x             | p                   | q                   | r                   | s                   | t                   | u                   | v                   | w                   | x                   | y                   | z                   | {                   | \|                  | }                   | ~                   |                     |
| 8x             | не використовується | не використовується | не використовується | не використовується | не використовується | не використовується | не використовується | не використовується | не використовується | не використовується | не використовується | не використовується | не використовується | не використовується | не використовується | не використовується |
| 9x             | не використовується | не використовується | не використовується | не використовується | не використовується | не використовується | не використовується | не використовується | не використовується | не використовується | не використовується | не використовується | не використовується | не використовується | не використовується | не використовується |
| Ax             | NBSP                | Ħ                   | ˘                   | £                   | ¤                   |                     | Ĥ                   | §                   | ¨                   | İ                   | Ş                   | Ğ                   | Ĵ                   | SHY                 |                     | Ż                   |
| Bx             | °                   | ħ                   | ²                   | ³                   | ´                   | µ                   | ĥ                   | ·                   | ¸                   | ı                   | ş                   | ğ                   | ĵ                   | ½                   |                     | ż                   |
| Cx             | À                   | Á                   | Â                   |                     | Ä                   | Ċ                   | Ĉ                   | Ç                   | È                   | É                   | Ê                   | Ë                   | Ì                   | Í                   | Î                   | Ï                   |
| Dx             |                     | Ñ                   | Ò                   | Ó                   | Ô                   | Ġ                   | Ö                   | ×                   | Ĝ                   | Ù                   | Ú                   | Û                   | Ü                   | Ŭ                   | Ŝ                   | ß                   |
| Ex             | à                   | á                   | â                   |                     | ä                   | ċ                   | ĉ                   | ç                   | è                   | é                   | ê                   | ë                   | ì                   | í                   | î                   | ï                   |
| Fx             |                     | ñ                   | ò                   | ó                   | ô                   | ġ                   | ö                   | ÷                   | ĝ                   | ù                   | ú                   | û                   | ü                   | ŭ                   | ŝ                   | ˙                   |